# Allèves
Allèves ist eine französische Gemeinde im Département Haute-Savoie in der Region Auvergne-Rhône-Alpes.
Für die Gegend von Allèves nördlich der Staumauer des Lac des Dix im Val d’Hérémence, Kanton Wallis, Schweiz siehe dort.

## Geographie
Allèves liegt auf 636 m, etwa 17 km südlich der Stadt Annecy (Luftlinie). Das Bergdorf erstreckt sich an einem nach Süden exponierten Hang in den französischen Voralpen, in der Cluse de Bange, einer Schlucht, in welcher der Chéran die westliche Randkette des Massivs der Bauges durchbricht.
Die Fläche des 8,81 km² großen Gemeindegebiets umfasst einen Abschnitt der französischen Voralpen. Die südwestliche Grenze verläuft entlang dem Chéran. Dieser durchbricht die Antiklinale von Semnoz im Norden und Montagne de Bange im Süden (Randkette der Bauges) in einer tief eingeschnittenen charakteristischen Klus. Das Gemeindegebiet nimmt den nördlichen Talhang dieser Klus ein. Er ist geprägt durch markante, teils über 100 m hohe senkrecht abfallende Kalkfelswände. Die oberhalb des Dorfes stehenden Tours Saint-Jacques (Felstürme) sind auf einer Rutschmasse von dieser Felswand abgeglitten. Auf dem Crêt de l’Aigle am Rand des Hochplateaus des Semnoz wird mit 1621 m die höchste Erhebung von Allèves erreicht.
Zu Allèves gehören der Weiler Aiguebelette (625 m) in der Cluse de Bange oberhalb des Pont de l’Abîme sowie einige Einzelhöfe. Nachbargemeinden von Allèves sind Gruffy im Norden, Leschaux und Bellecombe-en-Bauges im Osten sowie Arith und Cusy im Süden.

## Geschichte
Das Gemeindegebiet von Allèves war schon in vorgeschichtlicher Zeit besiedelt. In der Grotte de Banges wurden Überreste aus der Bronzezeit gefunden. Erstmals urkundlich erwähnt wird Allèves im Jahr 1356 als de Allevis; von 1696 ist die Bezeichnung Alevoz überliefert. Der Ortsname geht vermutlich auf das Wort alevier zurück, die ortsübliche Bezeichnung für die Zirbelkiefer.

## Sehenswürdigkeiten
Die Dorfkirche Saint-Blaise wurde 1870 im Stil der Neugotik neu erbaut, wobei der alte Glockenturm von 1635 beibehalten wurde. Ruinen des Château du Cengle sind erhalten.

## Bevölkerung
| Jahr                       | 1962 | 1968 | 1975 | 1982 | 1990 | 1999 | 2006 |
| Einwohner                  | 206  | 170  | 171  | 185  | 209  | 262  | 343  |
| Quellen: Cassini und INSEE |      |      |      |      |      |      |      |

Mit 404 Einwohnern (Stand 1. Januar 2022) gehört Allèves zu den kleinen Gemeinden des Département Haute-Savoie. Im Verlauf des 19. und 20. Jahrhunderts nahm die Einwohnerzahl aufgrund starker Abwanderung kontinuierlich ab (1861 wurden in Allèves noch 433 Einwohner gezählt). Seit Beginn der 1980er Jahre wurde jedoch wieder eine kontinuierliche Bevölkerungszunahme verzeichnet.

## Wirtschaft und Infrastruktur
Allèves war bis weit ins 20. Jahrhundert hinein ein vorwiegend durch die Landwirtschaft geprägtes Dorf. Daneben gibt es heute einige Betriebe des lokalen Kleingewerbes. Viele Erwerbstätige sind Wegpendler, die in den größeren Ortschaften der Umgebung sowie im Raum Annecy ihrer Arbeit nachgehen.
Die Ortschaft liegt abseits der größeren Durchgangsstraßen an einer Departementsstraße, die von Balmont nach Lescheraines im Massiv der Bauges führt. Eine weitere Straßenverbindung besteht mit Cusy. Der nächste Anschluss an die Autobahn A41 befindet sich in einer Entfernung von rund 13 km.